# Syndrome pyramidal
 (juillet 2012).
Le syndrome pyramidal est l'ensemble des symptômes et signes cliniques dus à une atteinte de la partie centrale de la voie pyramidale (support de la motricité volontaire). Ce syndrome présente généralement une faiblesse motrice pouvant gêner les activités courantes telles que la marche, une claudication motrice intermittente, des sensations de raideur, parfois des troubles de la phonation et de la déglutition, plus rarement des mictions impérieuses.
Lorsqu'au contraire, il y a une atteinte du neurone périphérique, on ne parle pas de syndrome pyramidal. C'est le cas par exemple d'une paraplégie périphérique.

## Signes cliniques
On trouve les signes suivants :
- perte des mouvements fins volontaires ;
- anomalies des réflexes ostéotendineux que l'on retrouve :
  - vifs, voire polycinétiques, et/ou diffusés,
  - accompagnés souvent d'une extension de la zone réflexogène ;
- hypertonie spastique ;
- anomalie des réflexes cutanés :
  - réflexes d'autonomisation : signe de Babinski, signe de Hoffman, signe de Rossolimo, signe d'Oppenheim,
  - abolition des réflexes cutanés abdominaux ;
- syncinésies globales ou d'imitation ;
- trépidation épileptoïde du pied, clonus de rotule.

Si le syndrome pyramidal comporte rarement l'intégralité de ces signes, il est en revanche souvent associé à d'autres anomalies neurologiques ainsi qu'à un déficit moteur (hémiplégie, paraplégie ou tétraplégie).

## Diagnostic étiologique
Le concept de décussation entre en jeu dans le diagnostic, les lésions situées au-dessus de celle-ci provoquent des syndromes controlatéraux, mais les lésions situées en dessous de celle-ci provoquent des syndromes ipsilatéraux.
| Lésions        | Syndrome unilatéral | Syndrome bilatéral |
| -------------- | --- | --- |
| Hémisphériques | - AVC ischémique ; - AVC hémorragique thrombophlébite cérébrale (syndrome à bascule) ; - tumeur maligne ; - tumeur bénigne ; - abcès ; - lésion traumatique ; - sclérose en plaques.                      | - sclérose en plaques ; - AVC multiples (syndrome lacunaire, CADASIL) ; - lésions traumatiques bilatérales (contusions) ; - tumeurs multiples (métastases, lymphome) ; - abcès multiples ; - tumeur médiane (rare) ; - hémorragie méningée (syndrome réflexe). |
| Tronc cérébral | - AVC ischémique : - bulbaire paramédian (respect de la face), - protubérantiel paramédian (exemple : Foville), - mésencéphalique paramédian (exemple : syndrome de Weber, lacune) ; - hématome localisé. | - ischémie : locked-in syndrome, lacunes multiples ; - tumeur intraparenchymateuse (exemple : astrocytome) ou extraparenchymateuse (tumeur de l’angle ponto-cérébelleux) ; - hématome intraparenchymateux ; - malformation (malformation d'Arnold-Chiari). |
| Médullaires    | - compression (plutôt extramédullaire tumorale) ; - traumatisme (blessure) : rare. | - ischémie (artère spinale antérieure) ; - compression tumorale (intra ou extramédullaire), mécanique (hernie discale, myélopathie cervicarthrosique) ou infectieuse ; - traumatique ; - inflammatoire (sclérose en plaques (SEP), granulome) ; - infectieuse (myélopathie vacuolaire du VIH, paraplégie spastique tropicale de l’HTL VI) ; - carentielle (vitamine B12 : sclérose combinée) ; - myélite transverse ; - Iatrogène (hématome intrarachidien par complication des anticoagulants, chimiothérapie intrathécale). |

### Autres pathologies dégénératives
SLA : combinaison d’une atteinte des faisceaux pyramidaux donnant un syndrome pyramidal et d’une atteinte des motoneurones.